# Bobby Robson
Sir Robert William Robson CBE, ismertebb nevén Bobby Robson (1933. február 18. – 2009. július 31.) angol labdarúgó, edző.
Játékosként visszavont csatárt játszott. Aktív karrierje alatt összesen három csapatban – Fulham FC, West Bromwich Albion FC, Vancouver Royals – fordult meg. Az angol válogatottban 20 mérkőzésen 4 gólt szerzett.
Visszavonulása után edzőként helyezkedett el. Legsikeresebb időszakát az Ipswich Town FC-vel töltötte, ottani 13 éve alatt a csapat kétszer is második volt a bajnokságban, kupagyőztes lett, és az UEFA-kupát is sikerült megnyernie. A sikerek elismeréseként Robson szobra ott áll a csapat stadionja, a Portman Road előtt. Az Ipswichen kívül több európai nagy csapatnál és az angol válogatottnál is edzősködött. A PSV-vel, a Portóval és a Barcelonával egyaránt bajnok lett, előbbi kettővel kupagyőztes is. A Barcelonával 1997-ben sikerült elhódítania a KEK-et is. Utolsó csapata az ír válogatott volt, ahol 2006-ban és 2007-ben tanácsadóként foglalkoztatták.
2002-ben Knight Bachelor, vagyis lovag lett, egy évvel később pedig bekerült az angol labdarúgó-hírességek csarnokába, valamint az Ipswich tiszteletbeli elnöke lett.
1991-ben tüdőrákot diagnosztizáltak nála. Ezt nem sikerült legyőznie, a halálát is ez okozta. 2008-ban létrehozta a rák elleni küzdelemmel foglalkozó Bobby Robson Alapítványt; 2009. július 31-én hunyt el.

## Gyermekkora
Robson a Durham megyei Sacristonban született, Phillip és Lilian Robson negyedik gyermekeként. Néhány hónapos korában elköltöztek a Langley Park nevű településre, ahol apja dolgozott. Gyermekkorában gyakran vitte el az édesapja Newcastle-meccsekre. Fiatalkori hőseinek a klub két játékosát, Jackie Milburnt és Len Schackletont nevezte meg.
Később a Waterhouses Secondary Modern School középiskolába jelentkezett, de az iskola igazgatója nem engedélyezte, hogy bármilyen bajnokságban induljanak. Az iskolai csapat helyett lakóhelye együttesének serdülőjében kezdett játszani, majd 15 évesen az ifjúsági csapat tagja volt. A labdarúgás mellett amikor csak tudott, segédmunkásként is dolgozott. 1950 májusában Bill Dodgin, a Fulham akkori vezetőedzője, személyesen kereste fel, és ajánlott neki profi szerződést. Bár a lakhelyéhez közelebb eső Middlesbrough is szerette volna leszerződtetni, végül a londoniakat választotta. Bár kedvenc klubja, a Newcastle is ajánlatot tett számára, az szerinte nem volt megfelelő.

## Pályafutása játékosként

### Klubcsapatokban
Bár profi szerződést írt alá, édesapja szerette volna, ha továbbra is dolgozik villanyszerelőként. Mivel ezt tartósan nem lehetett párhuzamosan csinálni, végül a futball mellett döntött.
Bemutatkozására 1950-ben, a Fulham színeiben került sor, a Sheffield Wednesday ellen. Ekkor a Fulhamet „szép, de soha nem bajnokesélyes” klubként jellemezte. A csapat olyannyira nem volt bajnokesélyes, hogy az 1951–52-es szezon végeztével az első osztálytól is búcsúznia kellett. Robson négy évvel később mégis visszatérhetett az első osztályba, amikor a Vic Buckingham által irányított West Bromwichba igazolt 1956 márciusában. Átigazolásának díja huszonötezer font volt, ami akkoriban klubrekordot jelentett.
A West Bromban első meccse a Manchester City elleni 4:0-s vereség volt. Az 1957–58-as szezonban Robson, a bajnokságot tekintve, házi gólkirály lett 24 találattal. A birminghami csapat színeiben összesen 257 bajnokin játszott, ezeken 61 gólt szerzett. Utolsó két évében csapatkapitánya volt az együttesnek.
A sikeres évek ellenére 1962 nyarán mégis visszatért a Fulhamhez, miután a „WBA” elnökével nem tudott megegyezni a fizetéséről. A Fulham végül dupla akkora fizetést biztosított neki. Nem sokkal azután, hogy Robson ismét a Fulham játékosa lett, a klub eladta a csapat két legjobb játékosát, Alan Mulleryt és Rodney Marsh-ot, így ismét nem volt rá túl nagy esélye, hogy valamilyen címet nyerjen.
1967-ben Robson elhagyta a Fulhamet. Bár többször cikkeztek az Arsenal érdeklődéséről, valamint a Southend játékos-edzői ajánlatáról, végül a kanadai Vancouver Royals játékosa, illetve edzője is lett, amely az újonnan életre hívott NASL-ben szerepelt. Itt mindössze két évet játszott, majd befejezte pályafutását.

### A válogatottban
A válogatottal először a Fulhamnél töltött első időszaka alatt került kapcsolatba, amikor az 1955-ben előbb a Karib-térségben, majd egy évvel később Dél-Afrikában túrázott.
Első hivatalos mérkőzését már a WBA színeiben játszotta 1957 novemberében. Első meccse rendkívül jól sikerült, Franciaország 4–0-s legyőzéséből ugyanis két góllal vette ki a részét. Bekerült az 1958-as vb-re utazó angol keretbe, ahol aztán a csapat nem zárt sikeres tornát. Bár kerettag volt az 1962-es világbajnokságon is, egy barátságos találkozón összeszedett bokasérülés miatt nem utazhatott el Chilébe.
A nemzeti csapatban öt év alatt összesen húsz mérkőzésen szerepelt, amelyen négy gólt szerzett.

## Pályafutása edzőként

### Fulham, Ipswich
Robson edzői pályafutása 1968-ban kezdődött, ekkor lett korábbi klubja, a Fulham menedzsere. Első mérkőzése a Macclesfield elleni harmadik fordulós kupameccs volt. A klub huszonnégy forduló után mindössze 16 ponttal szerénykedett, és mivel látszott, hogy nagyon nehéz lesz elkerülni a kiesést, Robson novemberben távozott a csapat éléről. A bennmaradás végül nem is sikerült a csapatnak.

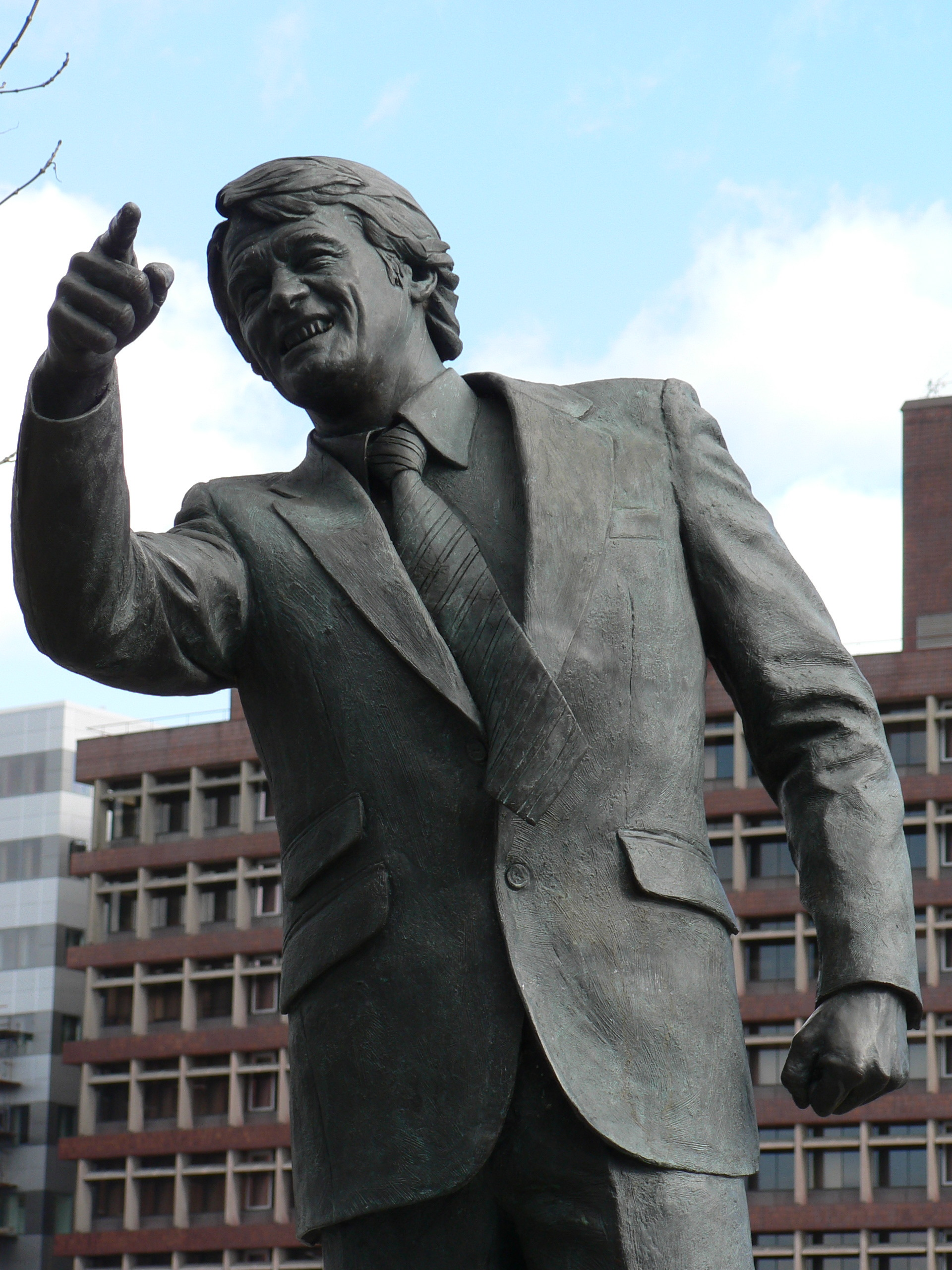
Bobby Robson szobra a Portman Roadnál

1969-ben az akkor még első osztályú Ipswich Town menedzsere lett. Négy közepes szezon után az 1972–73-as idényben már negyedik lett a csapattal, és a Texaco-kupa elnevezésű sorozatban is sikereket ért el. A következő kilenc évben az Ipswich csak az 1977–78-as szezonban végzett hatodiknál rosszabb pozícióban. Ennek ellenére ez az év is sikeres volt, ugyanis a klub története során először tudott győzni az FA-kupában. A döntőben az Arsenal volt az ellenfél, a végeredmény 1–0-s győzelem lett.
Tizenhárom éves edzősködése alatt további kétszer második helyen végzett a csapat, és állandó résztvevője volt a különböző nemzetközi kupasorozatoknak. A nemzetközi szereplés egyértelmű csúcspontja az 1980–81-es szezon volt, amikor az UEFA-kupában sikerült megszerezni a végső győzelmet, az AZ Alkmaar összesítésben 5–4-es legyőzésével. A klub az ő edzősködése idején mindössze tizennégy játékost igazolt, inkább az utánpótlás-nevelésre fordították a hangsúlyt.
Később az Ipswich, teljesítménye elismeréseként, több megtiszteltetésben is részesítette Robsont. Először 2002-ben, amikor a klub stadionja, a Portman Road előtt életnagyságú szobor készült róla. A másik ilyen elismerést 2006-ban kapta, amikor a klub tiszteletbeli elnöke lett.

### Angol válogatott
Az Ipswichcsel elért sikerei felkeltették az angol szövetség érdeklődését, és végül a válogatott szövetségi kapitánya lett. Ehhez előbb egy tízéves szerződéshosszabbítást kellett visszautasítania. Kinevezése végül 1982. július 7-én lépett életbe, amikor Anglia kiesett a világbajnokságon. Ron Greenwoodot váltotta. Segédedzőjének korábbi West Bromwichos csapattársát, Don Howe-t választotta.
Első meccsén, Dánia ellen, rögtön támadták, amiért kihagyta Kevin Keegant a keretből. 1983. szeptember 21-én a csapat első vereségét szenvedte el Robson kinevezése, vagyis 28 mérkőzés után. Ez az egyetlen vereség egyben azt jelentette, hogy a nemzeti csapat nem kvalifikálta magát az 1984-es Európa-bajnokságra. Ezután felmerült Robson esetleges távozása, utódja Brian Clough lehetett volna. A váltást végül az Angol labdarúgó-szövetség elnöke, Bert Millichip hiúsította meg, ezután pedig Robson kivezette a válogatottat az 1986-os, mexikói világbajnokságra.
A torna nem kezdődött jól a „háromoroszlánosok” számára. Rögtön az első meccsen megsérült a csapatkapitány, Bryan Robson (kiugrott a válla), így Robson a csapat taktikájának megváltoztatására kényszerült. A csapat ezután is jól szerepelt, megnyerte hátralévő két csoportmérkőzését, és továbbjutott a negyeddöntőbe. A negyeddöntőben Argentína volt az ellenfél. A meccs az ellenfél győzelmével végződött, Diego Maradona két, azóta legendássá vált góljával. Az első a kézzel szerzett gól, amelyet azóta is „Isten keze”-ként emlegetnek, a második pedig, amikor a félpályáról indulva több embert is látványosan kicselezett. Az előbbi találatról Robson később így vélekedett:
Az 1988-as Európa-bajnokság nagyon rosszul sikerült Anglia számára. Bár a selejtezőben egyszer egy 8–0-s győzelmet is aratott Törökország ellen, a kontinenstornán csoportja utolsó helyén végzett, győzelem nélkül, mindössze két rúgott góllal. Bár a torna után, sokan és sokat támadták, Millichip továbbra is bízott benne, és ekkor sem bocsátotta el őt.
A soron következő vb selejtezőit a válogatott kapott gól nélkül abszolválta, így a döntők során a hat kiemelt csapat egyike lehetett. A két évvel ezelőtti kontinenstornához hasonlóan Hollandia és Írország is csoportellenfél volt, a negyedik gárda az F jelű kvartettben Egyiptom volt. A négy évvel ezelőtti világbajnoksághoz hasonlóan ismét nélkülöznie kellett a csapatkapitány, Bryan Robson játékát. A csoport élén végző angol válogatott előbb Belgiumot, majd Kamerunt győzte le, hogy aztán az elődöntőben az NSZK legyen az ellenfele. A győzelem elmaradt, a németek az 1–1-es végeredmény után tizenegyesekkel jutottak a döntőbe. A nemzeti csapatnak a vb-győzelem óta ez volt a legjobb eredménye. Mivel már korábban eldöntötte, hogy nem hosszabbítja meg szerződését, a vb után távozott a csapat éléről.

### Európai csapatoknál
Robson tehát már a világbajnokság előtt biztos volt benne, hogy távozik. A nemzeti csapat után a holland PSV Eindhoven vezetőedzője lett. Az első hónapokban több, általa eddig nem nagyon tapasztalt dologgal kellett megbirkóznia, ilyen volt a játékosok viszonylagos fegyelmezetlensége, valamint kezelnie kellett a klub szupersztárját, Romáriót is. Ennek ellenére mind az 1990–91-es, mind az 1991–92-es szezonban bajnok lett a csapattal. Mivel azonban a nemzetközi porondon nem mutatott fejlődést a gárda, távoznia kellett.
1992 nyarán a portugál Sportinghoz szerződött, ahol tolmácsa a ma az egyik legkeresettebb edző, José Mourinho volt. Itt nem jött ki túl jól az egyesület elnökével, aki többször Robson tudta nélkül szerződtetett játékosokat. Robson végül 1993 decemberében távozott, amikor a Sporting a bajnokság élén állt. Az elnök az elbocsátást azzal indokolta, hogy a csapat kiesett az UEFA-kupából a Casino Salzburg ellen.

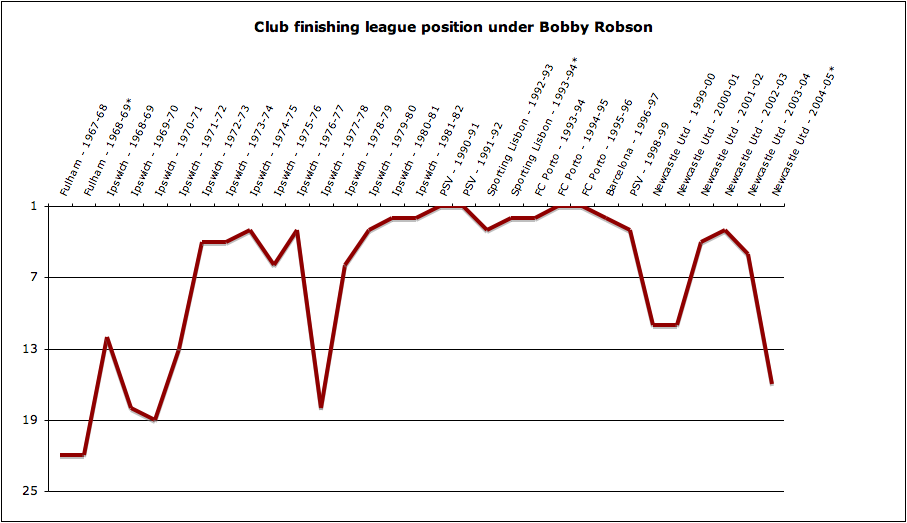
A Robson által irányított csapatok bajnoki helyezései (benne van az is, amikor szezon vége előtt hagyta el a klubot)

A Sporting után annak egyik legnagyobb riválisa, a Porto szerződtette. Segítője ismét José Mourinho volt. A csapat ekkortájt egy kevésbé sikeres korszakát élte, az átlagnézőszám is tízezer körülire csökkent, ami a mintegy ötvenezres stadionban rendkívül kevésnek számított. A Porto előbb kupát nyert, pont a Sportingot legyőzve, majd 1995-ben és 1996-ban is bajnoki címet ünnepelhetett. A Portonál a „Bobby Five-O” becenevet adták neki, ugyanis rendkívül sok mérkőzést 5–0-ra nyert meg. Az 1995–96-os idény első pár hónapját melanóma miatt ki kellett hagynia, azonban a Porto megvédte címét és ismét bajnok lett.
1996 nyarán elég volt egy telefonhívás a Barcelona alelnökétől, Joan Gasparttól, hogy Spanyolországba igazoljon. Segítője megint csak Mourinho lett, ez ekkor már a szerződés egyik kitétele volt Robson részéről. A katalán csapatnál egyik kulcsfontosságú döntése az volt, amikor leigazolta Ronaldót, aki nagy szerepet vállalt a bajnoki címben, a kupagyőzelemben, valamint a KEK-győzelemben is. Az 1996–97-es szezon végén az év edzője lett. A következő idényben feljebb lépett, ugyanis ő lett a csapat általános menedzsere, a vezetőedzői teendők Louis van Gaal kezében összpontosultak. A magasabb beosztás ellenére ebben a feladatkörben nem dolgozott sokat, ugyanis visszatért Hollandiába, a PSV-hez. A bajnoki címről ezúttal lecsúszott, mindössze harmadik lett a Feyenoord és a Willem II mögött, azonban az utolsó fordulóban sikerült kivívnia játékosaival a BL-kvalifikációt.

### Visszatérés Angliába
Miután lejárt a szerződése, visszatért Angliába, hogy a szövetségnek dolgozzon, azonban miután Ruud Gullitot elbocsátották a Newcastle-től, ő került a helyére 1999 szeptemberében. Eleinte elégedett volt a neki kínált fizetéssel, azonban végül szezononként egymillió fontos juttatásban állapodott meg a klubbal.
A szezon első hazai meccsén a „Szarkák” kiütéses, 8–0-s győzelmet arattak a Sheffield Wednesday ellen. A szezont az együttes a tizenegyedik helyen zárta. 2000 végén felmerült, hogy egy ideig ismét irányítsa a nemzeti csapatot, ám végül erre nem került sor, maradt a Newcastle-nél. A 2001–02-es idényben a csapat egy ideig kieső helyen is állt, innen sikerült felküzdenie magát, egészen a negyedik helyig. A következő szezon ismét jól sikerült, a Newcastle harmadik lett, így zsinórban másodszor indulhatott a BL-ben. A selejtezők azonban nem sikerültek, így a Newcastle végül csak az UEFA-kupában maradt érdekelt. A szezon végén a gárda az ötödik helyen végzett, öt pontra a BL-selejtezőt érő helytől, az UEFA-kupában pedig egészen az elődöntőig jutott, ahol a Marseille állította meg őket.
Egészen 2004 nyaráig volt a „Szarkák” edzője, ekkor a gyenge bajnoki rajt miatt kellett távoznia. Nem sokkal ezután, 2005-ben jelent meg önéletrajzi könyve, angolul „Farewell, but not Goodbye” címmel. A cím egy tőle elhangzott mondat megfordítása.

### Tanácsadóként
2005 nyarán visszautasította a skót Hearts ajánlatát, mert nem szeretett volna elköltözni Newcastle-ből. 2006 nyarán mégis elvállalt egy megbízást, amikor Steve Staunton lett az ír válogatott szövetségi kapitánya, Robson lett a tanácsadó. A sikertelen Európa-bajnoki selejtezők után lemondott.

## Élete a labdarúgáson kívül

### Magánélete
Feleségével, Elsie-vel 1955-ben házasodott össze, akivel haláláig együtt is élt. Három gyermekük született, Andrew, Paul és Mark. 1991-ben derült ki, hogy rákos. 2006-ig több operáción is átesett. Emiatt többször volt kénytelen kihagyni hosszabb-rövidebb időszakokat. Ilyen volt például, amikor az FC Portóval kihagyta az 1995–96-os szezon első hónapjait.

### Egyéb
Többször is szerepelt a tévében, például egy reklámban, amikor a Carlsberg egyik termékét reklámozta. Ezen kívül a 2002-es vb-n, valamint a 2004-es Európa-bajnokságon az ITV szakkommentátora volt. 
Egy ideig heti rovattal jelentkezett a The Mail on Sunday című lapban.
Amikor elhunyt, az angol FourFourTwo magazinban egy másik angol edzőlegenda, Brian Clough írt egy megemlékező cikket róla.

## Bobby Robson-alapítvány
Robson az idő múlásával többféle betegségtől, bélráktól, melanómától és agytumortól is szenvedett.
2007-ben ismét rákot diagnosztizáltak nála, ennek hatására 2008-ban hozta létre a Bobby Robson-alapítványt. Az alapítvány által összegyűjtött pénzt részben egy newcastle-i kórháznak adták, részben különböző észak-angliai kutatásokra fordították.
Az alapítványt segítendő, rendeztek egy jótékonysági mérkőzést, amely az 1990-es vb-elődöntő, az NSZK–Anglia meccs „visszavágója” volt. Az újrajátszás 3–2-es angol győzelemmel végződött.
Robson haláláig az alapítványnak összesen 1,6 millió fontot sikerült összegyűjteni. Halála után közvetlenül ehhez még 156 ezer jött hozzá adományokból. 2009 októberében az összegyűjtött pénzösszeg már több, mint kétmillió font volt. Az alapítványnál Robson helyét – a család kérésének megfelelően – Alan Shearer vette át.

## Elismerések
Robsont többször is kitüntették élete során a labdarúgásért tett szolgálataiért: 1990-ben, angol szövetségi kapitányi megbízatásának lejártával megkapta a a Brit Birodalom Érdemrendje kitüntetést, 2002-ben pedig Knight Bachelor, vagyis lovag lett, ekkor kapta meg neve elé a Sir titulust.
Ugyancsak 2002-ben Newcastle upon Tyne díszpolgára lett, valamint az UEFA-tól is kapott egy életműdíjat a labdarúgásért tett szolgálataiért, Az UEFA elnökének díját.
2003-ban bekerült a Hírességek Csarnokába. 2005-ben életműdíjat kapott. 2007-ben a BBC-től is hasonló elismerést kapott a „labdarúgásért tett több, mint fél évszázados szolgálataiért”.
1992-ben a labdarúgó-szakírók szövetsége az év edzőjének választotta.
2008. május 5-én, az Ipswich kupagyőzelmének harmincadik évfordulója alkalmából a város polgármestere díszpolgárrá avatta. Decemberben Durham városában is átvehetett egy ilyen jellegű kitüntetést.
2009 márciusában az UEFÁ-tól azért kapott díjat, mert „a labdarúgás egy olyan egyénisége, aki tehetségét a sportág javításának szentelte”. Ezt 2009. július 26-án kapta meg a St. James' Parkban, mindössze öt nappal halála előtt.

## Halála
2009. július 31-én otthonában érte a halál, amit tüdőrák okozott. Több szakmabeli, valamint a korábbi angol miniszterelnök, Tony Blair is elismerően nyilatkozott róla, és halála mindannyiuk szerint nagy veszteség volt a világ számára.
Temetésére 2009. augusztus 5-én, szűk családi körben került sor. Ennek helyét a ceremónia befejeztéig nem hozták nyilvánosságra, ez, mint később kiderült, Esh volt. A hálaadó szentmisét szeptember 21-én, a durhami katedrálisban mutatták be. Az eseményt a televízió élőben közvetítette, valamint látható volt korábbi csapatai stadionjai, vagyis a St James’ Park (Newcastle), a Portman Road (Ipswich) és a Craven Cottage (Fulham) előtt.

## Statisztikái

### Játékosként
| Teljesítmény klubjában | Teljesítmény klubjában | Teljesítmény klubjában | Bajnokság | Bajnokság | Kupa    | Kupa    | Ligakupa   | Ligakupa   | Összesen | Összesen |
| Szezon                 | Klub                   | Bajnokság              | Mérk.     | Gól       | Mérk.   | Gól     | Mérk.      | Gól        | Mérk.    | Gól      |
| Anglia                 | Anglia                 | Anglia                 | Bajnokság | Bajnokság | FA-kupa | FA-kupa | League Cup | League Cup | Összesen | Összesen |
| ---------------------- | ---------------------- | ---------------------- | --------- | --------- | ------- | ------- | ---------- | ---------- | -------- | -------- |
| 1950–51                | Fulham                 | First Division         | 1         | 0         | -       | -       | -          | -          | 1        | 0        |
| 1951–52                | Fulham                 | First Division         | 16        | 3         | -       | -       | -          | -          | 16       | 3        |
| 1952–53                | Fulham                 | Second Division        | 35        | 19        | 1       | 0       | -          | -          | 36       | 19       |
| 1953–54                | Fulham                 | Second Division        | 33        | 13        | 1       | 1       | -          | -          | 34       | 14       |
| 1954–55                | Fulham                 | Second Division        | 42        | 23        | 1       | 0       | -          | -          | 43       | 23       |
| 1955–56                | Fulham                 | Second Division        | 25        | 10        | 2       | 0       | -          | -          | 27       | 10       |
| 1955–56                | West Bromwich Albion   | First Division         | 10        | 1         | -       | -       | -          | -          | 10       | 1        |
| 1956–57                | West Bromwich Albion   | First Division         | 39        | 12        | 2       | 1       | -          | -          | 41       | 13       |
| 1957–58                | West Bromwich Albion   | First Division         | 41        | 24        | 7       | 3       | -          | -          | 48       | 27       |
| 1958–59                | West Bromwich Albion   | First Division         | 29        | 4         | 1       | 1       | -          | -          | 30       | 5        |
| 1959–60                | West Bromwich Albion   | First Division         | 41        | 6         | 3       | 0       | -          | -          | 44       | 6        |
| 1960–61                | West Bromwich Albion   | First Division         | 40        | 5         | 1       | 0       | -          | -          | 41       | 5        |
| 1961–62                | West Bromwich Albion   | First Division         | 39        | 4         | 4       | 0       | -          | -          | 43       | 4        |
| 1962–63                | Fulham                 | First Division         | 34        | 1         | 2       | 1       | 2          | 0          | 38       | 2        |
| 1963–64                | Fulham                 | First Division         | 39        | 1         | 2       | 0       | 1          | 0          | 42       | 1        |
| 1964–65                | Fulham                 | First Division         | 42        | 1         | 2       | 0       | 3          | 1          | 47       | 2        |
| 1965–66                | Fulham                 | First Division         | 36        | 6         | -       | -       | 3          | 0          | 39       | 6        |
| 1966–67                | Fulham                 | First Division         | 41        | 0         | 3       | 0       | 3          | 0          | 47       | 0        |
| Összesen               | Anglia                 | Anglia                 | 583       | 133       | 32      | 7       | 12         | 1          | 627      | 141      |
| Karrierje összesen     | Karrierje összesen     | Karrierje összesen     | 583       | 133       | 32      | 7       | 12         | 1          | 627      | 141      |

### Edzőként
| Csapat              | Ország   | Edzőség kezdete  | Vége            | Statisztika | Statisztika | Statisztika | Statisztika | Statisztika |
| Csapat              | Ország   | Edzőség kezdete  | Vége            | M           | Gy          | V           | D           | Gy %        |
| ------------------- | -------- | ---------------- | --------------- | ----------- | ----------- | ----------- | ----------- | ----------- |
| Fulham FC           | ENG      | 1968. január     | 1968. november  | 36          | 6           | 21          | 9           | 16,67       |
| Ipswich Town FC     | ENG      | 1969. január     | 1982. augusztus | 709         | 316         | 220         | 173         | 44,57       |
| Anglia              | ENG      | 1982             | 1990            | 95          | 47          | 18          | 30          | 49,47       |
| PSV Eindhoven       | NED      | 1990             | 1992            | 76          | 52          | 7           | 17          | 68,42       |
| Sporting CP         | POR      | 1992             | 1994            | 59          | 34          | 12          | 13          | 57,63       |
| FC Porto            | POR      | 1994             | 1996            | 120         | 86          | 11          | 23          | 71,67       |
| FC Barcelona        | ESP      | 1996             | 1997            | 58          | 38          | 8           | 12          | 65,52       |
| PSV Eindhoven       | NED      | 1998             | 1999            | 38          | 20          | 8           | 10          | 52,63       |
| Newcastle United FC | ENG      | 1999. szeptember | 2004. augusztus | 255         | 119         | 72          | 64          | 46,67       |
| Összesen            | Összesen | Összesen         | Összesen        | 1446        | 718         | 377         | 351         | 49,65       |

### Sikerei, díjai
| Cím                        | Csapat          | Év(ek)           |
| -------------------------- | --------------- | ---------------- |
| Texaco-kupa                | Ipswich Town FC | 1973             |
| FA-kupa                    | Ipswich Town FC | 1978             |
| UEFA-kupa                  | Ipswich Town FC | 1981             |
| Rous-kupa                  | Anglia          | 1986, 1988, 1989 |
| Holland bajnok             | PSV Eindhoven   | 1991, 1992       |
| Portugál kupagyőztes       | FC Porto        | 1994             |
| Portugál bajnok            | FC Porto        | 1995, 1996       |
| Spanyol szuperkupa-győztes | FC Barcelona    | 1996             |
| Kupagyőztes                | FC Barcelona    | 1997             |
| KEK-győztes                | FC Barcelona    | 1997             |